# Осёл-альбинос
Осёл альбинос или Белый осёл (итал. Asinello Bianco, также Asino Albino) — порода ослов, эндемичная для острова Асинара в итальянском регионе Сардиния.
Среда обитания этого редкого подвида африканского осла (equus africanus) ограничена островом Асинара, который стал национальным парком в 1997 году, в котором общая численность популяции составляет около 90 особей, и природной резервацией Порто-Конте, Альгеро. Несколько особей есть в Тоскане и Эмилии-Романье.